# Associazione Sportiva Tivoli 1923-1924
Questa pagina raccoglie i dati riguardanti il Tivoli nelle competizioni ufficiali della stagione 1923-1924.

## Rosa
| N. |                   | Ruolo | Calciatore       |
| -- | ----------------- | ----- | ---------------- |
|    | Italia (bandiera) | P     | Ballante         |
|    | Italia (bandiera) | D     | Tisei            |
|    | Italia (bandiera) | D     | Berti I          |
|    | Italia (bandiera) | C     | Cecchetti        |
|    | Italia (bandiera) | C     | Galli            |
|    | Italia (bandiera) | C     | Meschini         |
|    | Italia (bandiera) | C     | Manrico Berti II |
|    | Italia (bandiera) | C     | Bonomi           |

| N. |                   | Ruolo | Calciatore      |
| -- | ----------------- | ----- | --------------- |
|    | Italia (bandiera) | C     | Floritta        |
|    | Italia (bandiera) | A     | Teodori         |
|    | Italia (bandiera) | A     | Calvi           |
|    | Italia (bandiera) | A     | Fumasoni        |
|    | Italia (bandiera) | A     | Regillo         |
|    | Italia (bandiera) | A     | Enrico Scioscia |
|    | Italia (bandiera) | A     | Benedetti       |
|    | Italia (bandiera) | A     | Garofoli        |

## Risultati

### Prima Divisione

#### Girone laziale

##### Girone di andata
| Arbitro: | Senes (Napoli) |

|                                      |           |  |
| Rovida 14’ Caimmi 16’, 53’ Degni 55’ | Marcatori |  |

| Arbitro: | Cerchia (Roma) |

|               |           |  |
| Bianchi I 82’ | Marcatori |  |

| Arbitro: | Galassi (Roma) |

|                          |           |                |
| Berti II 33’ Teodori 66’ | Marcatori | 18’ Fraschetti |

| Arbitro: | Galassi (Roma) |

|                              |           |  |
| Calvi ?’, ?’ Scioscia ?’, ?’ | Marcatori |  |

| Arbitro: | Caroncini (Roma) |

|                                                        |           |              |
| Floritta 2’ Scioscia 21’, 49’, 60’ Galli 41’ Calvi 88’ | Marcatori | 31’ Di Marco |

##### Girone di ritorno
| Tivoli 9 marzo 1924 6ª giornata | Tivoli | 0 – 2 A tav. | Alba Roma |  |

| Arbitro: | Barra (Napoli) |

|  |           |                                                   |
|  | Marcatori | Bianchi I Sansoni IV ?’ (rig.) Guidotti Del Forno |

| Arbitro: | Caroncini (Roma) |

|                                                |           |              |
| Bernardini 70’ Fraschetti 73’, 81’ Filippi 88’ | Marcatori | 60’ Scioscia |

| Roma 3 febbraio 1924 9ª giornata                     | Juventus Audax | 0 – 2              | Tivoli |  |
| \| \| \| \| \| \| Marcatori \| Benedetti Scioscia \| |                |                    |        |  |
|                                                      |                |                    |        |  |
|                                                      | Marcatori      | Benedetti Scioscia |        |  |

| Arbitro: | Celani (Roma) |

|                                  |           |                   |
| Beniamini II 5’, 25’, 58’ (rig.) | Marcatori | 75’, 89’ Garofoli |

## Statistiche

### Statistiche di squadra
| Competizione                     | Punti | In casa | In casa | In casa | In casa | In casa | In casa | In trasferta | In trasferta | In trasferta | In trasferta | In trasferta | In trasferta | Totale | Totale | Totale | Totale | Totale | Totale | DR |
| Competizione                     | Punti | G       | V       | N       | P       | Gf      | Gs      | G            | V            | N            | P            | Gf           | Gs           | G      | V      | N      | P      | Gf     | Gs     | DR |
| -------------------------------- | ----- | ------- | ------- | ------- | ------- | ------- | ------- | ------------ | ------------ | ------------ | ------------ | ------------ | ------------ | ------ | ------ | ------ | ------ | ------ | ------ | -- |
| Prima Divisione - girone laziale | 8     | 5       | 3       | 0       | 2       | 12      | 8       | 5            | 1            | 0            | 4            | 5            | 12           | 10     | 4      | 0      | 6      | 17     | 20     | -3 |

### Statistiche dei giocatori
| Giocatore     | Prima Divisione | Prima Divisione |
| Giocatore     | Presenze        | Reti            |
| ------------- | --------------- | --------------- |
| Ballante      | 9               | -18             |
| Benedetti     | 5               | 1               |
| Berti (I)     | 9               | 0               |
| M. Berti (II) | 7               | 1               |
| Bonomi        | 3               | 0               |
| Calvi         | 6               | 3               |
| Cecchetti     | 3               | 0               |
| Floritta      | 6               | 1               |
| Fumasoni      | 3               | 0               |
| Galli         | 9               | 1               |
| Garofoli      | 7               | 2               |
| Meschini      | 3               | 0               |
| Regillo       | 3               | 0               |
| E. Scioscia   | 9               | 7               |
| Teodori       | 8               | 1               |
| Tisei         | 9               | 0               |